# Myronivskyi
Myronivskyi (en ukrainien : Миронівський, en russe : Миро́новский, Mirnonovskiï) est une commune urbaine de l'est de l'Ukraine, dans l'oblast de Donetsk, dépendante du raïon de Bakhmout. Elle était peuplée de 7596 habitants en 2019.

## Géographie
La commune se trouve sur la rive orientale de la rivière Louhan, un affluent de la rivière Donets dans le bassin hydrographique du fleuve Don. Assise à 181 mètres d'altitude, elle se trouve au bord du Réservoir de Myrovinske. Elle est limitrophe de la commune urbaine de Louhanske au sud. Elle est située à 62 km au nord-est de la ville de Donetsk.